# Zweirichtungsströmung
Bei starkem Temperaturunterschied zwischen zwei angrenzenden Bereichen kann es an vertikalen Öffnungen (z. B. Fenstern oder Türen) zu einer sogenannten Zweirichtungsströmung kommen. Dabei strömt kalte, schwere Außenluft im unteren Teil der Öffnung ein, während gleichzeitig warme, leichtere Innenluft im oberen Teil der Öffnung ausströmt.
Diese kreuzförmige Strömung – gelegentlich auch als thermisch getriebene Kreuzströmung bezeichnet – basiert auf dem Dichteunterschied zwischen warmer und kalter Luft. Die treibende Kraft ist der hydrostatische Druckunterschied infolge von Temperaturunterschieden. Anders als bei windgetriebener Lüftung erfolgt dieser Luftaustausch rein durch natürliche Konvektion.
Die Luftwechselrate durch solche Öffnungen kann mithilfe folgender vereinfachter Formel abgeschätzt werden:
{\displaystyle {\dot {V}}=C\cdot A\cdot {\sqrt {2\cdot g\cdot H\cdot {\frac {\Delta T}{T_{m}}}}}}
Dabei ist:
- {\displaystyle {\dot {V}}} – Luftvolumenstrom in m³/s
- {\displaystyle C} – Strömungskoeffizient (typisch 0,6–0,65)
- {\displaystyle A} – Fläche der Öffnung in m²
- {\displaystyle g} – Erdbeschleunigung (9,81 m/s²)
- {\displaystyle H} – effektive Strömungshöhe (z. B. Türhöhe) in m
- {\displaystyle \Delta T} – Temperaturdifferenz innen – außen in K
- {\displaystyle T_{m}} – mittlere Lufttemperatur in Kelvin

## Herleitung (vereinfacht)
Die Formel ergibt sich aus der Bernoulli-Gleichung und der temperaturabhängigen Dichte der Luft gemäß dem idealen Gasgesetz. Durch die Temperaturdifferenz entsteht ein Dichteunterschied, der einen Druckgradienten über die Höhe der Öffnung erzeugt. Daraus resultiert eine Strömung mit einem charakteristischen Geschwindigkeitsprofil: unten einströmend, oben ausströmend.
Multipliziert man die charakteristische Strömungsgeschwindigkeit mit der Öffnungsfläche und einem empirisch bestimmten Strömungsbeiwert {\displaystyle C}, ergibt sich der Volumenstrom {\displaystyle {\dot {V}}}.
Diese Formel wird auch in vereinfachter Form in der DIN EN 16494 verwendet, die die natürliche Lüftung durch Druck- und Temperaturdifferenzen beschreibt.